# Waltraud Funk
Waltraud Funk (* 1957 in Immenstadt im Allgäu) ist eine deutsche Bildhauerin und Fotografin.

## Leben
Waltraud Funk wurde 1957 in Immenstadt im Allgäu geboren. Nach dem Fachabitur in Kempten (Allgäu) studierte sie Sozialpädagogik von 1975 bis 1977 an der Gesamthochschule in Eichstätt. Anschließend begann sie eine Lehre zur Holzbildhauerin bei Baldur Geipel an der Fachschule für Schreiner und Holzbildhauer in Garmisch-Partenkirchen. Ihr Bildhauerstudium führte sie nach Karlsruhe an die Akademie der Bildenden Künste zu Otto Herbert Hajek und Hiromi Akiyama. Waltraud Funk lebt als freischaffende Künstlerin in Immenstadt.

## Arbeiten im öffentlichen Raum

Sentio ergo sum (Objekt)
Nähseide (Objekt)
Fassadengestaltung der Montfortstraße, Immenstadt
Madonna
Lichthof mit Gestaltung Haut aus Worten
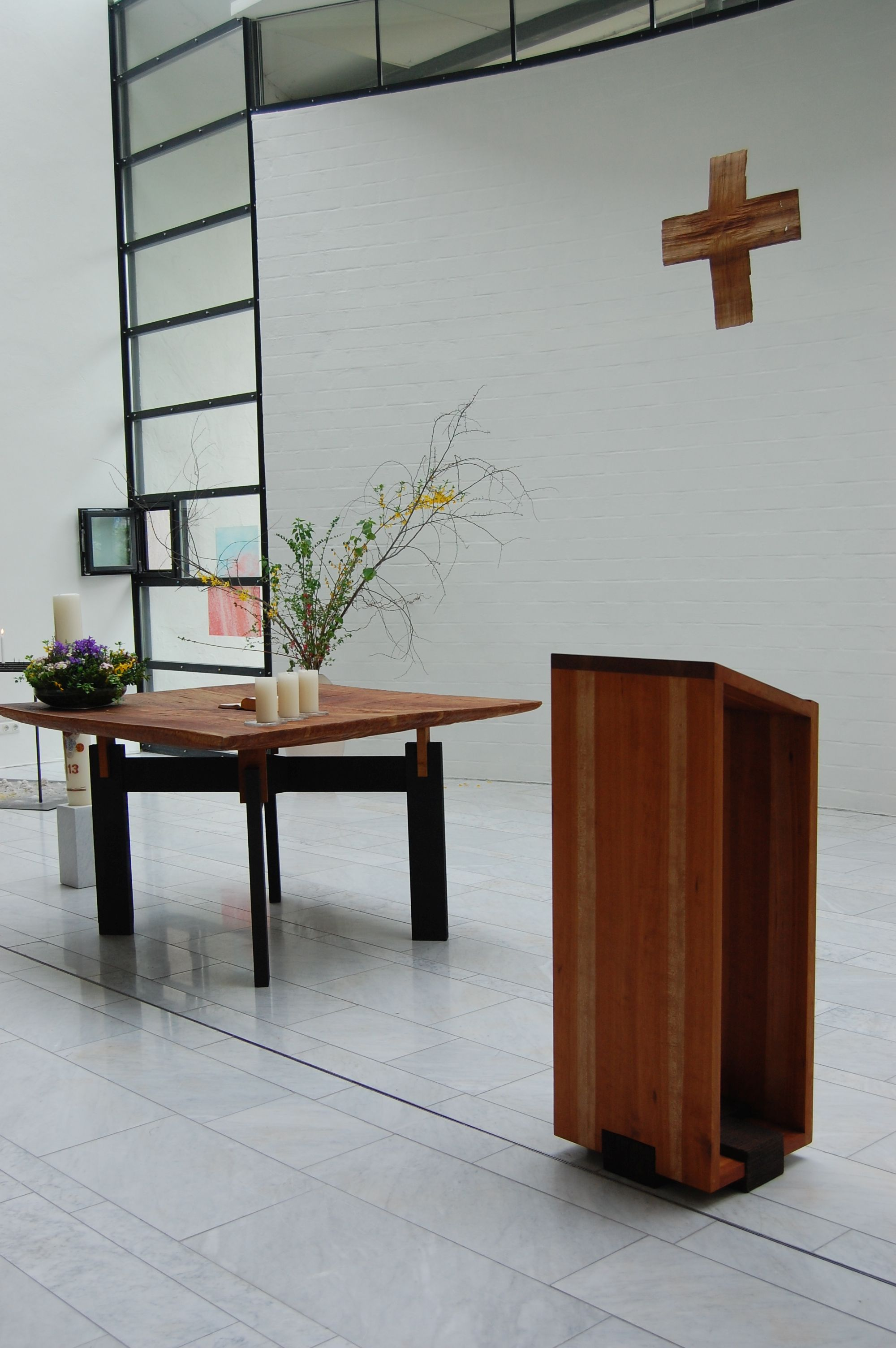
Altar und Ambo der Evangelischen Kirche, Immenstadt

- 2019: Fassadengestaltung Montfortstraße Immenstadt
- 2014: Landratsamt Oberallgäu
- 2013: evang. Kirche Immenstadt
- 2012: Stadt Immenstadt
- 2011: St. Nikolaus Offenbach
- 2010: Haut aus Worten, Immenstadt
- 2010: Studiensammlung Diözese Augsburg
- 2009: Art Sculpture Basel 09, Basel (Schweiz)
- 2007: H2 – Zentrum für Gegenwartskunst, Augsburg
- 2006: St. Nikolauskirche, Immenstadt (Maria gravida)
- 2004: Justizzentrum Würzburg
- 2003: Berufsschule Immenstadt
- 2001: Justizvollzugsanstalt Kempten (Allgäu)
- 2000: Klinikum Speyererhof Heidelberg
- 1995: Erlöserkirche Immenstadt (Altar, Ambo, Kerzenhalter und Kreuz im Altarraum)[1]
- 1994: Allgäumuseum Kempten (Allgäu)
- 1987: Stadt Immenstadt
- 1985: Stadt Wangen
- Beteiligung an der Ausstellung Die Südliche|Die Südliche (2003, 2005, 2007, 2010, 2012–2016)

## Preise und Auszeichnungen
- 2015:   Kunstpreis des Landkreises Oberallgäu[2]
- 2006:  Kollegenpreis BBK (Bundesverband Bildender Künstlerinnen und  Künstler) Schwaben-Süd
- 2004:  1. Preis Wettbewerb Justizzentrum Würzburg, zusammen mit Gerhart Kindermann und Christian Hörl
- 2001:  1. Preis Wettbewerb Justizvollzugsanstalt Kempten (Allgäu), zusammen mit Gerhart Kindermann und Christian Hörl
- 1990:  Kunstpreis der Stadt Kempten (Allgäu)
- 1979:  1. Preis Wettbewerb Fachschule für Holzbildhauer, Garmisch-Partenkirchen